# 世界日報 (北美)
《世界日報》（英語：World Journal），在美國洛杉磯的舊稱為《Chinese Daily News》，是北美的中文報紙，由台灣聯合報系創辦人王惕吾創立，1976年2月12日起在紐約、舊金山同步發行。分社及辦事處遍及波士頓、紐約、華盛頓特區、芝加哥、西雅圖、舊金山、洛杉磯、多倫多、溫哥華及夏威夷等華語人口眾多地區。

## 歷史
成立於1976年的《世界日報》，由總部設在台北的聯合報創辦人王惕吾出資設立，因此初期的編採及行政主管以來自台灣的移民為主。該報直到1990年代中期，被中華人民共和國政府視為反共媒體，部分是因其提及中國大陸事務時概簡稱為「中共」，且關於中國大陸的新聞報導篇幅遠低於台灣新聞。然而，《世界日報》自從開始增加中國大陸的相關報導後，便開始大幅轉變。隨著六四天安門事件的爆發，該報的中國大陸新聞增加至每天四至五頁篇幅。
1990年代早期，《世界日報》每一頁都使用中華民國紀年。現只有頭版仍然使用中華民國紀年，其他都使用西元紀年。同時該報對於兩岸事務的報導及評論也在1990年代前期迅速轉變，把「中國」與「中國共產黨」區別處理，一方面是為了迎合六四事件後大量進入美國的中國大陸新移民，另一方面則是基於台灣民主化的多元發展以及兩岸的和平往來。
《世界日报》亦在微信公众平台开设不同帳號。其中“世界北美通”公众号，专门报道北美华人社群相关新闻（运营主体为东莞市联经广告有限公司）。紐約的賬號已經被微信封閉。而且微信也已經將其網站封閉。

## 獲獎
2013年3月21日，《世界日報》洛杉磯社記者楊青以10篇共超過4萬字系列報導，深入探討加州農業環境與產銷，榮獲New America Media頒發的2013年「新美國傳媒傑出報導獎」。
2013年3月28日，由紐約市立大學新聞學院主辦的第11屆「少數族裔及社區媒體獎」（IPPIES），發布獲獎名單。《世界日報》獲得三個獎項，攝影記者許振輝以慈濟志工關注「珊迪」災民的一張照片獲得最佳攝影作品二等獎；記者劉爽以華裔社區突然出現眾多成人日間看護中心的調查報告，獲得最佳社會議題類報導二等獎；世界周刊記者韓傑，以一組對華裔囚犯的報導獲得調查類深度報導三等獎。
2014年6月5日，由紐約市立大學新聞學院主辦的第12屆「少數族裔及社區媒體獎」（IPPIES），發布獲獎名單。《世界日報》攝影記者許振輝以華女抗議ABC電視台「吉米金莫直播秀」有關「殺光所有中國人」言論的一張照片，獲得最佳攝影作品一等獎。
2016年6月13日，由紐約市立大學新聞學院主辦的第14屆「少數族裔及社區媒體獎」（IPPIES），發布獲獎名單。《世界日報》洪群超2015年8月跟蹤採寫華裔移民癌患陳善桂生命的最後時刻，並捕捉其妻子撲倒在棺木前的悲慟瞬間。洪群超以「拚命賺錢罹了癌，無證華男抱憾死」相關報導「闊別妻小11載，再見竟陰陽兩隔」一文配圖，獲「少數族裔及社區媒體獎」(IPPIES Award)調查類深度報導第三名和最佳攝影作品第二名。
2017年5月18日，由紐約市立大學新聞學院主辦的第15屆「少數族裔及社區媒體獎」（IPPIES），發布獲獎名單。《世界日報》攝影記者許振輝憑以「全美220挺梁行動」的影音和精彩圖片，榮獲第15屆「少數族裔及社區媒體獎」(IPPIES Award)的「最佳影片」和「最佳攝影」第三名，成為唯一獲得「最佳影片」的華文媒體記者。
2018年6月21日，由紐約市立大學新聞學院主辦的第16屆「少數族裔及社區媒體獎」（IPPIES），發布獲獎名單。《世界日報》記者洪群超以「州眾議員牛毓琳在州府宣誓就職首日親吻母親」的照片，獲得最佳攝影作品第二名；《世界日報》前記者朱澤人以深度調查採寫墜樓身亡的法拉盛按摩女宋揚故事，獲深度報導第二名。

## 爭議

### 涉勞工法爭議
2004年4月30日，《世界日報》洛杉磯社4名員工提出集體訴訟案，控訴公司未依照勞工法管理員工休假、午餐及加班費等疏失。4名原告聲稱，他們每天工作超過12小時，沒有準確的工資報表，組織工會的計畫遭到公司非法干預。
回溯2001年，工會人員開始推動在《世界日報》組織工會，舉行員工投票，決議加入美國電信工會（Communications Workers of America，CWA）。公司隨後提出上訴。工會則不斷提出各種控訴，累計高達67件。2004年《世界日報》又遭到集體訴訟案的壓力，但《世界日報》仍對組織工會案堅持上訴。
2005年，國家勞工關係委員會確認工會選舉違規，廢止投票結果，命令重新投票，結果公司最終獲勝，工會未能成立。
但集體訴訟案的官司繼續進行。2007年，原告在地方法院獲得勝訴，《世界日報》隨後向第九巡迴法院以及聯邦最高法院提出上訴。
2011年，聯邦最高法院根據杜克控告沃爾瑪的判例，同意《世界日報》的上訴論點，撤銷地方法院判決，將原案發回第九巡迴法院重審。
2013年9月23日，第九巡迴法院也否決了成立集體訴訟案的判決，將全案駁回地方法院重審。
2016年3月16日，控辯雙方協商，為避免重審繼續纏訟這件已經長達十餘年的官司，並考慮法律費用的壓力，雙方同意：《世界日報》不承認本案件中任何指控，以780萬美元和解本案。

### 涉歧視哺乳婦女爭議
2013年10月21日，《世界日報》刊出報導《辣媽狂曬限制級哺乳照，囧爆華人》，該報導引用匿名受訪者，形容哺乳照片為「限制級畫面」，並指婦女哺乳畫面令觀者「不適」、「噁心」。台灣母乳協會發起抗議活動，美國媒體觀察家基金會並譴責該報導「誤導」、「偏頗」。
當事人曾多聞，亦即在同一時期11月8日主動辭職的記者，在其個人部落格稱：《世界日報》洛杉磯社未依照加州勞工法提供哺乳員工應有的保障，女性員工被迫在廁所裡集乳，並因哺乳遭同事騷擾，向人事室反應，主管推說同事「只是開玩笑」。
2014年2月20日，曾多聞透過非營利法律扶助會-勞工法中心（Legal Aid Society-Employment Law Center）律師致函《世界日報》，要求依法修改員工手冊，增加保障哺乳婦女員工條文，並舉辦相關主管在職訓練。
與此同時，曾多聞以在《世界日報》遭受歧視被迫離職為由，向加州勞工局申請失業補助，勞工局經調查核准失業補助。
2014年8月25日，《世界日報》同意修改員工手冊、增加保障哺乳婦女員工條文、舉辦相關主管在職訓練，並提出以金錢賠償換取保密條款。但曾多聞不同意以保密為和解條件，放棄大部分金錢賠償，以保留對此事的發言權。其後曾多聞持續為婦女哺乳權發聲，2017年並共同創辦亞裔婦女哺乳促進會(Asian Breastfeeding Taskforce)。

## 外部連結
- World Journal - Boston, New England Branch （页面存档备份，存于）（英文）
- 世界日報首頁（页面存档备份，存于）（繁體中文）
- 世界電子報 （页面存档备份，存于）（繁體中文）